# Спаситель души
«Спаситель души» (англ. Saviour of the Soul, иер. трад. 九一神鵰俠侶, упр. 九一神鵰侠侣, кант.-рус.: Кау ят сань тиу хап лёй) — гонконгский фэнтезийный мелодраматический боевик 1991 года режиссёров Кори Юня, Дэвида Лая и Джеффри Лау. Главные роли исполнили Энди Лау и Анита Муй, во второстепенных ролях снялись Аарон Куок и Глория Ип. На 11-й церемонии награждения Гонконгской кинопремии «Спаситель души» был удостоен двух наград в категориях «Лучшая операторская работа» и «Лучший художник-постановщик».

## Сюжет
Чхин, Мэйкуань и Сиучхюнь — известные наёмники, которые зарабатывают на жизнь поимкой разыскиваемых преступников. Однако между собой троица связана любовным треугольником, поскольку Сиучхюнь влюблён в Мэйкуань и сделал ей предложение, но она влюблена в Чхина, постоянно выражая ему свои чувства. Мэйкуань ранее ослепила Старого Орла, члена сообщества Зелёного дракона, вследствие чего он поручил своему ученику, Серебряному Лису отомстить ей, заплатив за это своей жизнью. Забирая на вокзале младшую сестру Сиучхюня, Вайхён, Чхин наконец решает сделать предложение Мэйкуань, но Сиучхюня убивает Лис, когда тот пытается спасти Мэйкуань, которая затем ослепляет противника на один глаз. По совету своей старшей сестры Мэйвай Мэйкуань уходит от Чхина, заявляя, что ей нужно время, чтобы забыть Сиучхюня, но на самом деле она хочет уберечь его от гнева Лиса. Однако Чхин думает о Мэйкуань каждый день, постоянно ищет её, беспокоя Мэйвай. В отсутствие Мэйкуань Чхин тренирует Вайхён, чтобы она стала его помощницей, а также оттачивает её навыки владения мечом.
В ночь шестнадцатого дня рождения Вайхён Госпожа питомцев проводит турнир по боевым искусствам, чтобы выбрать себе мужа, и Мэйвай обманывает Чхина, заставляя его поверить, что организатор мероприятия Мэйкуань. Чхин принимает участие в соревновании без пригласительного билета, разобравшись с охраной Госпожи, и побеждает главного соперника, господина Форда, но другие участники пытаются забрать Госпожу себе. Пользуясь возникшим переполохом, Чхин снимает вуаль с лица Госпожи, но осознав, что она не Мэйкуань, уходит, расстраивая Госпожу. Затем Чхин схлёстывается с Мэйвай, обвиняя её в обмане, но теряет сознание, когда та стреляет в него «удушающей пулей». Позже она безуспешно пытается заманить Чхина в Нью-Йорк до того как Серебряный Лис пробирается к ней в дом и узнаёт местонахождении Мэйкуань, поскольку прослушал телефонную линию перед нападением на неё с использованием «громовой бомбы». Чхин, прятавшийся в доме Мэйвай, чтобы подслушать её разговор по телефону с сестрой, выходит наружу, и хозяйка квартиры наконец сообщает, что сестра живёт в квартире напротив. 
Чхин бросается к Мэйкуань, зовя с собой Вайхён, но Серебряный Лис опережает его. Во время их боя Серебряный Лис вдыхает наркотики «ужасный ангел» и нападает на Мэйкуань, проходя через её тело, что сделает девушку подконтрольной ему через сутки. В это время появляется Чхин, вступает в схватку на мечах с Лисом и относит Мэйкуань в больницу, отбившись от противника. Влюблённая в Чхина Вайхён слышит, как Мэйкуань постоянно произносит его имя, постепенно приходя в сознание, и сообщает Чхину, что Мэйкуань никогда не любила её брата и всё это время была влюблена в него, и её сердце разбито. Чхин обнимает Мэйкуань и наконец признаётся ей в любви, а та, в свою очередь, сознаётся, что сильно скучала по нему и, зная, что её время на исходе, просит его уничтожить её, когда она станет «ужасным ангелом», прежде чем снова упасть без сознания. Потом Чхин сталкивается в больнице с Мэйвай, залечивающей свои раны, полученные от «громовой бомбы» Серебряного Лиса, и заставляет её признаться, что Госпожа питомцев — единственный человек, способный спасти Мэйкуань.
Чхин приводит пострадавшую во дворец Госпожи питомцев и умоляет её спасти его возлюбленную. Однако хозяйка дворца всё ещё злится на гостя и заставляет его пройти на коленях через дорожку из разбитого стекла, которое в итоге порезало его колени. Несмотря на выполнение этого требования Госпожа отказывается помогать спасти девушку, после чего Чхину приходится вернуть её домой, где он открывает газ, чтобы устроить взрыв, когда она станет «ужасным ангелом», и умереть вместе с ней. Однако Серебряный Лис прибывает в квартиру Мэйкуань, берёт в заложники её сестру и Вайхён и вступает в драку с Чхином, во время которой несколько раз атакует с помощью «ужасного ангела», прежде чем Чхин выхватывает наркотики и вдыхает их сам. Когда Чхин одерживает верх, наркотик в Мэйкуань начинает действовать, и Лис приказывает ей атаковать своего возлюбленного. Тем не менее Чхину удаётся это остановить, пройдя через тело Мэйкуань, а затем заманивая противника в свою квартиру, где газовые трубы, открытые ранее, взрываются. Во время схватки Чхина и Лиса появляется Госпожа питомцев со своими помощниками, спасая Мэйкуань от взрыва и давая ей противоядие. Спасители утверждают, что дали лекарство, чтобы она никогда не стала Чхином, хотя на самом деле Госпожа дала ей дополнительное противоядие для Чхина, которому удаётся выжить после взрыва газа, укрывшись в ванной. Наконец Чхин и Мэйкуань уходят и путешествуют по миру как пара.

## В ролях
| Актёр       | Персонаж                       |
| ----------- | ------------------------------ |
| Энди Лау    | Чхин                           |
| Анита Муй   | Иу Мэйкуань / Иу Мэйвай        |
| Аарон Куок  | Серебряный Лис                 |
| Глория Ип   | Вайхён                         |
| Кенни Би    | Сиучхюнь                       |
| Карина Лау  | Госпожа питомцев               |
| Генри Фон   | Старый Орёл                    |
| Дэнни Пхунь | господин Форд                  |
| Кори Юнь    | Невидимый Доктор / Доктор Ужас |

## Награды и номинации
| Кинопремия                          | Категория                                    | Лауреат / претендент  | Результат | Источник |
| ----------------------------------- | -------------------------------------------- | --------------------- | --------- | -------- |
| 11-я Гонконгская кинопремия         | «Лучшая мужская роль второго плана»          | Аарон Куок            | Номинация | [ 1 ]    |
| 11-я Гонконгская кинопремия         | «Лучшая операторская работа»                 | Питер Пау             | Победа    | [ 1 ]    |
| 11-я Гонконгская кинопремия         | «Лучшая киномонтажная работа»                | Пхунь Хун, Хай Китвай | Номинация | [ 1 ]    |
| 11-я Гонконгская кинопремия         | «Лучший арт-директор (художник-постановщик)» | Хай Чунмань           | Победа    | [ 1 ]    |
| 11-я Гонконгская кинопремия         | «Лучшая хореография»                         | Юнь Так               | Номинация | [ 1 ]    |
| 29-й кинофестиваль «Золотая лошадь» | «Лучшая операторская работа»                 | Питер Пау             | Номинация | [ 2 ]    |
| 29-й кинофестиваль «Золотая лошадь» | «Лучшая арт-режиссура»                       | Хай Чунмань           | Номинация | [ 2 ]    |
| 29-й кинофестиваль «Золотая лошадь» | «Лучший грим и дизайн костюмов»              | Ширли Чань            | Номинация | [ 2 ]    |
| 29-й кинофестиваль «Золотая лошадь» | «Лучшая экшн-хореография»                    | Юнь Так               | Номинация | [ 2 ]    |